# Alois Schloder
Temple de la renommée de l'IIHF : 2005
Alois Schloder (né le 11 août 1947 à Landshut en Allemagne de l'Ouest) est un joueur allemand de hockey sur glace, considéré comme une légende de ce sport dans son pays.

## Biographie
Alois Schloder est pendant de longues années capitaine de l'équipe d'Allemagne de hockey sur glace, avec laquelle il obtient la médaille de bronze aux Jeux olympiques d'hiver de 1976 à Innsbruck (Autriche).
Sa carrière débute en 1963 au sein de l'équipe du EV Landshut, l'équipe de sa ville natale, qui est son seul club pendant 23 saisons. 
Dès 1966, il est sélectionné dans l'équipe nationale avec laquelle il prend part cette année-là au championnat du monde B. Dès lors, il fait partie de l'ossature de la sélection avec laquelle il joue 206 matches et marque 87 buts. Il est capitaine de l'équipe nationale de 1971 à 1978. La nomination de Hans Rampf comme entraîneur de l'équipe d'Allemagne de hockey, à la fin des années 1970, met fin à sa carrière internationale. Sa carrière nationale s'achève en 1986 après 805 matches en Bundesliga et 496 buts.
Il est également le premier athlète à être contrôlé positif pour une substance interdite aux jeux olympiques d'hiver, lors de l'édition de 1972 à Sapporo.
Avec le EV Landshut, il est deux fois champion d'Allemagne, en 1970 et 1983.
Depuis 1990, Schloder s'occupe de la préservation du patrimoine de l'équipe nationale, dont la plus grande partie provient des médaillés olympiques de 1976. Il est aussi appelé comme expert du hockey sur glace par les médias, et c'est ainsi qu'il commente, comme consultant, les Jeux olympiques de Turin en 2006. En outre, il dirige le service des Sports de sa ville natale, Landshut.
Ses succès sportifs lui valent d'être intronisé en 2005 au temple de la renommée de la Fédération internationale de hockey sur glace.

## Statistiques

### En club
| Saison            | Équipe            | Ligue             |     | Saison régulière | Saison régulière | Saison régulière | Saison régulière | Saison régulière |    | Séries éliminatoires | Séries éliminatoires | Séries éliminatoires | Séries éliminatoires | Séries éliminatoires |
| Saison            | Équipe            | Ligue             | PJ  | B                | A                | Pts              | Pun              | PJ               | B  | A                    | Pts                  | Pun                  |                      |                      |
| 1963-1964         | EV Landshut       | Bundesliga        | 20  | 12               | 7                | 19               | 14               | -                | -  | -                    | -                    | -                    |                      |                      |
| 1964-1965         | EV Landshut       | Bundesliga        | 20  | 13               | 9                | 22               | 18               | -                | -  | -                    | -                    | -                    |                      |                      |
| 1965-1966         | EV Landshut       | Bundesliga        | 26  | 11               | 8                | 19               | 14               | -                | -  | -                    | -                    | -                    |                      |                      |
| 1966-1967         | EV Landshut       | Bundesliga        | 27  | 28               | 15               | 43               | 22               | -                | -  | -                    | -                    | -                    |                      |                      |
| 1967-1968         | EV Landshut       | Bundesliga        | 28  | 23               | 6                | 29               | 14               | -                | -  | -                    | -                    | -                    |                      |                      |
| 1968-1969         | EV Landshut       | Bundesliga        | 30  | 35               | 14               | 49               | 22               | -                | -  | -                    | -                    | -                    |                      |                      |
| 1969-1970         | EV Landshut       | Bundesliga        | 36  | 35               | 7                | 42               | 26               | -                | -  | -                    | -                    | -                    |                      |                      |
| 1970-1971         | EV Landshut       | Bundesliga        | 36  | 36               | 17               | 53               | 20               | -                | -  | -                    | -                    | -                    |                      |                      |
| 1971-1972         | EV Landshut       | Bundesliga        | 31  | 27               | 22               | 49               | 26               | -                | -  | -                    | -                    | -                    |                      |                      |
| 1972-1973         | EV Landshut       | Bundesliga        | 40  | 34               | 28               | 62               | 34               | -                | -  | -                    | -                    | -                    |                      |                      |
| 1973-1974         | EV Landshut       | Bundesliga        | 27  | 29               | 11               | 40               | 49               | -                | -  | -                    | -                    | -                    |                      |                      |
| 1974-1975         | EV Landshut       | Bundesliga        | 35  | 33               | 18               | 51               | 30               | -                | -  | -                    | -                    | -                    |                      |                      |
| 1975-1976         | EV Landshut       | Bundesliga        | 36  | 31               | 20               | 51               | 36               | -                | -  | -                    | -                    | -                    |                      |                      |
| 1976-1977         | EV Landshut       | Bundesliga        | 25  | 14               | 21               | 35               | 32               | -                | -  | -                    | -                    | -                    |                      |                      |
| 1977-1978         | EV Landshut       | Bundesliga        | 46  | 27               | 32               | 59               | 46               | -                | -  | -                    | -                    | -                    |                      |                      |
| 1978-1979         | EV Landshut       | Bundesliga        | 50  | 30               | 46               | 76               | 62               | -                | -  | -                    | -                    | -                    |                      |                      |
| 1979-1980         | EV Landshut       | Bundesliga        | 44  | 19               | 43               | 62               | 49               | -                | -  | -                    | -                    | -                    |                      |                      |
| 1980-1981         | EV Landshut       | Bundesliga        | 25  | 14               | 20               | 34               | 30               | 5                | 1  | 2                    | 3                    | 4                    |                      |                      |
| 1981-1982         | EV Landshut       | Bundesliga        | 44  | 21               | 38               | 59               | 45               | 8                | 4  | 5                    | 9                    | 4                    |                      |                      |
| 1982-1983         | EV Landshut       | Bundesliga        | 32  | 3                | 14               | 17               | 30               | 8                | 2  | 4                    | 6                    | 2                    |                      |                      |
| 1983-1984         | EV Landshut       | Bundesliga        | 41  | 4                | 19               | 23               | 48               | 10               | 1  | 1                    | 2                    | 4                    |                      |                      |
| 1984-1985         | EV Landshut       | Bundesliga        | 34  | 3                | 17               | 20               | 43               | 4                | 0  | 1                    | 1                    | 0                    |                      |                      |
| 1985-1986         | EV Landshut       | Bundesliga        | 33  | 3                | 12               | 15               | 46               | 3                | 3  | 3                    | 1                    | 2                    |                      |                      |
| Totaux Bundesliga | Totaux Bundesliga | Totaux Bundesliga | 766 | 485              | 444              | 929              | 756              | 38               | 11 | 13                   | 24                   | 26                   |                      |                      |

### En équipe nationale
| Année  | Équipe               | Compétition |    | PJ | B  | A  | Pts | Pun |
| 1971   | Allemagne de l'Ouest | CM          | 10 | 3  | 4  | 7  | 18  |     |
| 1972   | Allemagne de l'Ouest | CM          | 10 | 3  | 3  | 6  | 8   |     |
| 1973   | Allemagne de l'Ouest | CM          | 10 | 3  | 4  | 7  | 10  |     |
| 1976   | Allemagne de l'Ouest | JO          | 5  | 2  | 2  | 4  | 8   |     |
| 1976   | Allemagne de l'Ouest | CM          | 10 | 1  | 8  | 9  | 18  |     |
| 1977   | Allemagne de l'Ouest | CM          | 10 | 2  | 4  | 6  | 10  |     |
| Totaux | Totaux               | Totaux      | 65 | 16 | 26 | 42 | 78  |     |